# Effet Pasteur
L'effet Pasteur est une inhibition des processus de fermentation par le dioxygène.

## Découverte
Cet effet a été découvert en 1857 ou 1861 par Louis Pasteur, qui a constaté qu'en aérant un bouillon de levure, on provoque une augmentation du développement des levures, et une diminution de la production d'alcool par la fermentation alcoolique.
Pasteur conjectura que, dans la « respiration » anaérobie, la substance que la levure prélève sur les matières fermentescibles est de l'oxygène, qu'elle utilise comme dans le cas de la respiration aérobie, mais cette opinion est abandonnée.

## Mécanisme
Les levures étant des anaérobies facultatifs, elles peuvent tirer de l'énergie de différentes voies métaboliques. Quand la concentration en dioxygène est faible, le produit issu de la glycolyse (le pyruvate) est transformé en éthanol et en dioxyde de carbone, et le rendement en production d'ATP reste faible (2 moles d'ATP par mole de glucose utilisée). Si la concentration en dioxygène augmente, le pyruvate est converti en acétyl-CoA qui peut être utilisé par le cycle de Krebs, ce qui augmente le rendement jusque 38 moles d'ATP par mole de glucose.
En conditions anaérobies, le taux d'utilisation du glucose est plus fort, et la quantité d'ATP produits est plus faible. En condition aérobie (avec dioxygène), le taux de glycolyse diminue, car l'augmentation de la production d'ATP agit en tant qu'inhibiteur allostérique sur cette voie métabolique.
Il est alors plus « rentable » pour les levures de faire fonctionner le cycle de Krebs en présence de dioxygène car il y a plus d'ATP produits, de cellules produites, et moins de glucose consommé.

## Implication pratique
Tous les processus de production d'alcool doivent être mis en œuvre dans des conditions sans dioxygène, et donc sans air : vinification, production de la bière, production de bioéthanol... Inversement pour produire des levures efficacement, il est recommandé d'oxygéner le milieu, par aération.